# 楊陵区
楊陵区（ようりょう-く）は中華人民共和国陝西省咸陽市に位置する市轄区。

## 行政区画
- 街道:楊陵街道、李台街道、大寨街道
- 鎮:五泉鎮、揉谷鎮